# Euszebiosz pápa
Szent Euszebiosz (latinul: Eusebius), (kb. 255 – 310. szeptember 26.) a 31. keresztény vezető Szent Péter trónján. 309-ben választották meg pápának, és mindössze április 18. és augusztus 17. között maradt trónján. Azonban uralkodásának évszáma nem biztos. Lehetséges, hogy 310-ben kerülhetett csak az egyház élére.

## Élete
Kényes politikai és zaklatott vallási környezetben lépett trónra, elődje I. Marcell pápa elűzése után. Nyilvánvaló volt, hogy az üldözések alatt hitüket megtagadókkal szemben nem léphet fel olyan szigorúan, mint elődje. Így rendeleteiben úgy határozott, hogy vezeklés után elnyerik a bűnbocsánatot azok, akik elfordultak Jézus Krisztus egyházától. A gyors változás, és az enyhülés azonban nem jelentette feltétlenül a sikert. Egy bizonyos Heraclius ezzel szemben azt hirdette, hogy aki megbánta tagadását, nem köteles vezekelni. Ebből szakadás és zűrzavar támadt Rómában, Maxentius császár pedig kezdte unni, hogy a keresztények immár másodjára dúlják fel Róma békéjét. A császár határozott, és mindkettőjüket száműzte a városból, ahol hamarosan meghalt.
A források szerint görög származású pápa Szicília szigetén élte le életének hátralevő részét, majd 310. szeptember 26-án itt halt meg. Vértanúként tisztelték. Földi maradványait a Callixtus katakombában helyezték örök nyugalomra. Szentté avatták, és ünnepét szeptember 26-ára tűzték ki.

## Művei
- Documenta Catholica Omnia (latin nyelven). (Hozzáférés: 2011. december 6.)